# Polack
Polack (régiesen Polacak), oroszul Polock (Полацк, Полоцк), lengyelül Połock járási jogú város Fehéroroszország északi részén, a Vicebszki terület Polacki járásának székhelye. 2006-ban becsült népessége 81,8 ezer fő. A Nyugati-Dvina két partján fekszik, Vicebszktől 112 km-re nyugatra, Minszktől 229 km-re északra. 1944-1954 között a Polocki terület (Polockaja oblaszty) székhelye volt. Polack egyike a legősibb városoknak az országban, számos műemléke maradt fenn az elmúlt századokból.

## Történelem

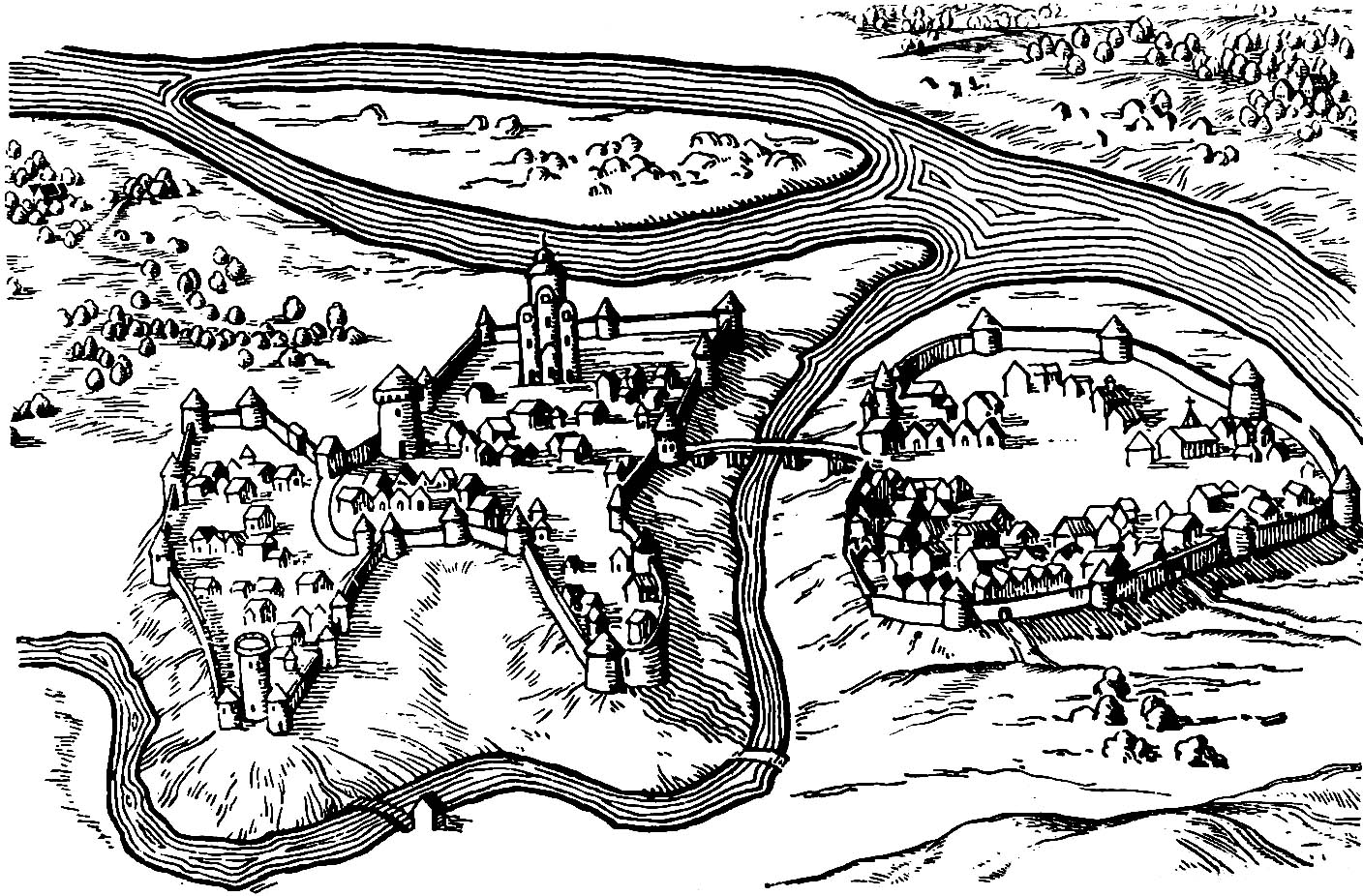

A város első említése 862-ből származik, a Kijevi Rusz krónikáiban, a Poveszty vremennih letben említik. A 10. század közepére a Polocki Fejedelemség központja lett. Nevét a Polota folyóról kapta, mely itt ömlik a Nyugati-Dvinába. Eredetileg Poloteszk volt a neve, a vikingek Palteskja illetve Paltejsborg néven ismerték. 992-ben alapították meg a Polocki egyházmegyét. A krivics törzsszövetség által uralt önálló fejedelemség fénykora Vszeszlav Brjacsiszlavics fejedelem (1044-1101) uralkodására tehető, ekkoriban épült legfontosabb műemléke, a Szent Szófia-székesegyház. 

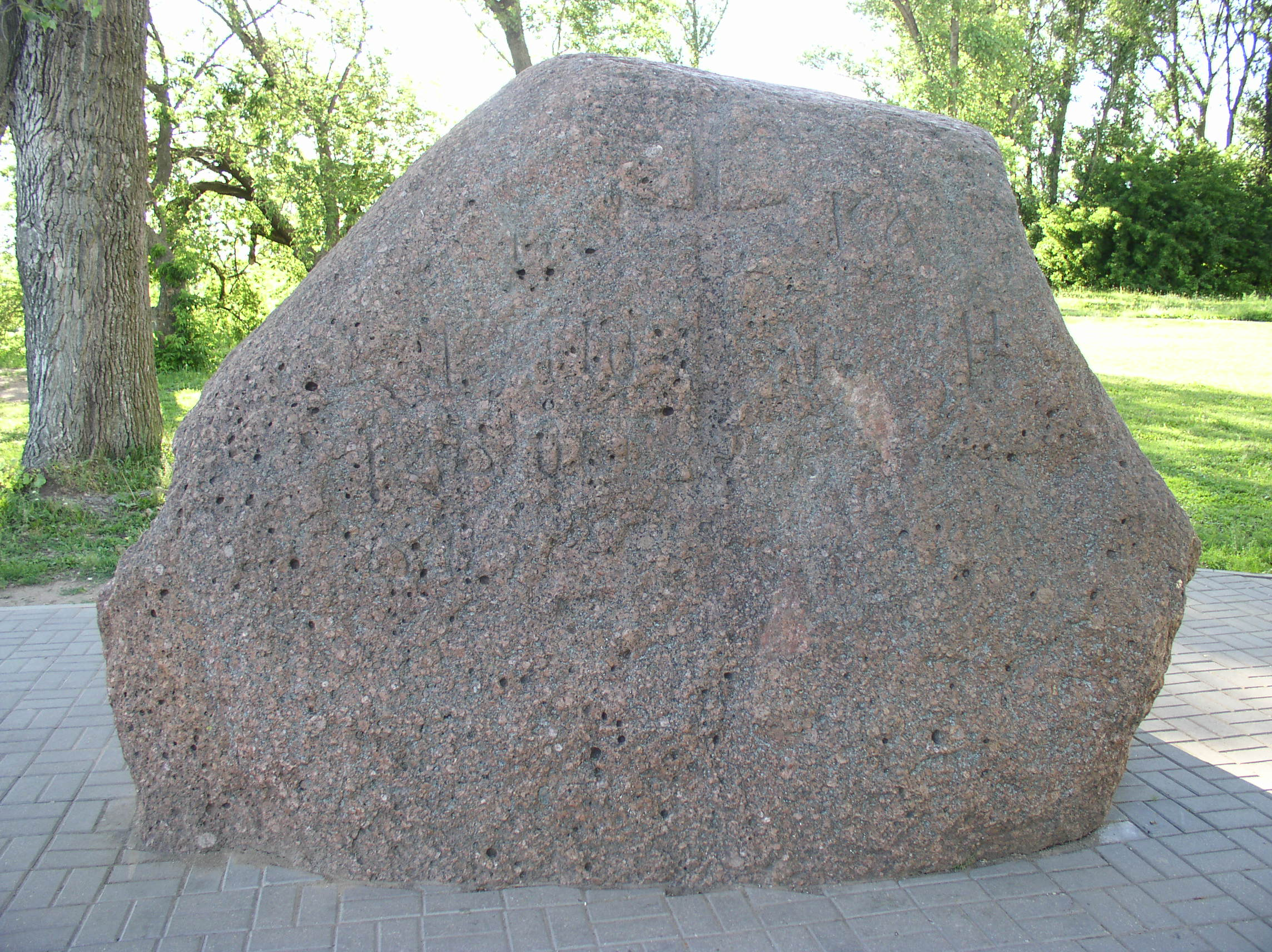
A Borisz-kő a 12. századból származik

A fejedelemség a mai Fehéroroszország északi részét foglalta magába, Minszk is hozzá tartozott. 1130-ban a fejedelemség a Kijevi Rusz része lett. 1307-ben a Litván Nagyfejedelemséghez került, de gazdasági jelentőségét megőrizte. 1498-ban szerezte meg a magdeburgi városi  jogot. 1563-ban Rettegett Iván seregei elfoglalták és 15 évig orosz uralom alatt volt. 1579-ben Báthory István lengyel király szerzi meg. 1654-1667 között újra elfoglalták az oroszok, 1706-ban pedig a svéd hadsereg pusztította el. A 16.-18. században a lengyel–litván állam vajdasági székhelye, 1772-ben, Lengyelország első felosztásakor került az Orosz Birodalomhoz. 1793-ig határváros volt, 1777-1796 között pedig kormányzósági székhely, 1802-ben a Vityebszki kormányzóság része lett. A napóleoni háborúk idején két csatát is vívtak Polocknál az orosz és a francia seregek 1812-ben. 

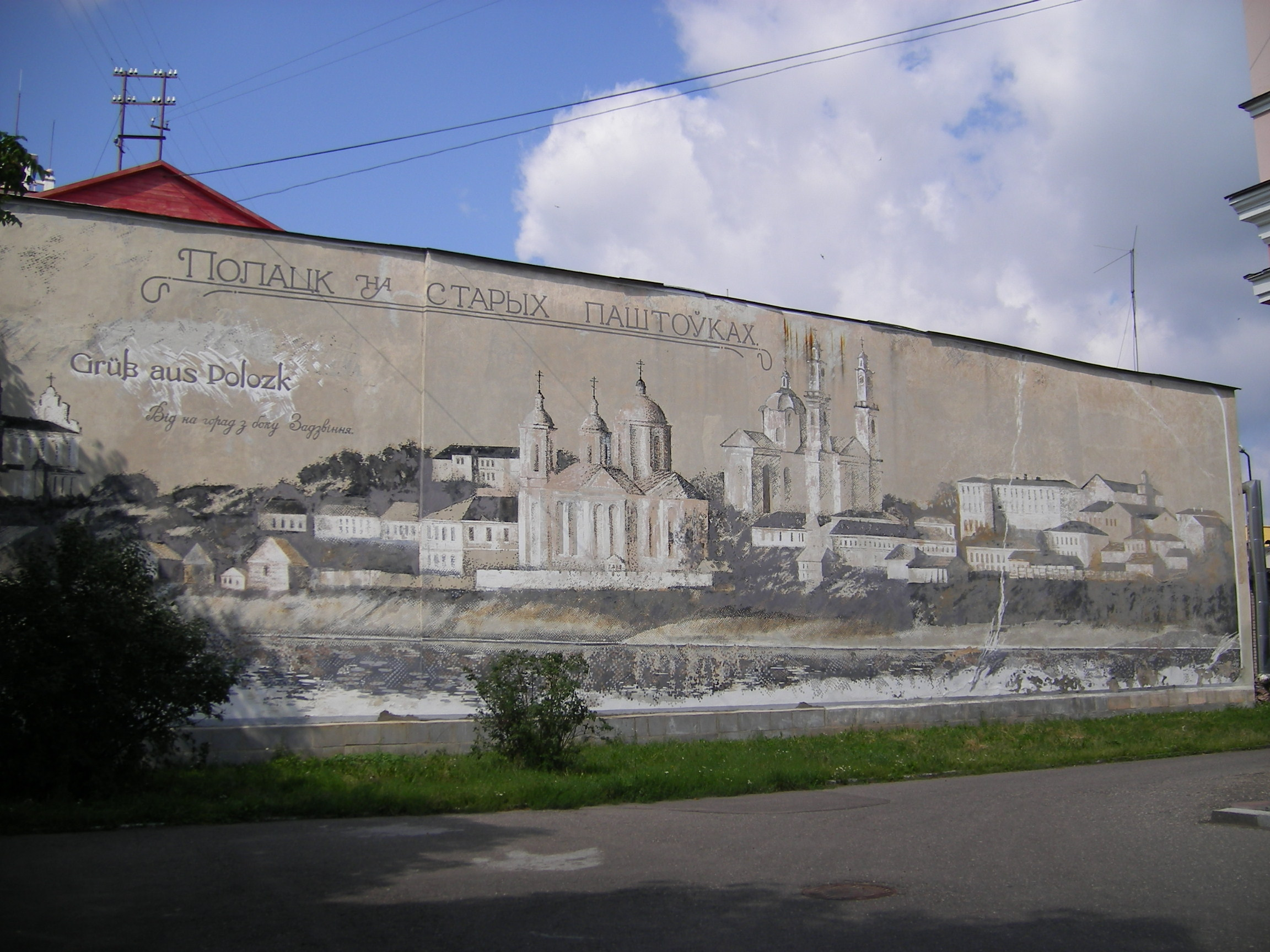
A régi Polack látképe képeslapon

1866-ban megnyílt a várost Rigával és Vityebszkkel összekötő vasútvonal. A Nagy Októberi Szocialista Forradalom után itt is megalakultak a szovjetek 1917 végén. Az első világháborúban a frontvonal közelébe került, de a németek csak 1918. február 25-én tudták elfoglalni. 1918. november 21-én a Vörös Hadsereg visszafoglalta Polockot. Az 1919 márciusában kitört lengyel–szovjet háború során újra frontvonalba került, majd 1919. augusztus 22-1920. május 14. között lengyel megszállás következett. 1925-ben a BSZSZK része lett. A két világháború közt megalapozták a város élelmiszer-, építő- és faiparának fejlődését. 1941. július 16-án a náci német csapatok szállták meg a várost. A megszállás évei alatt a városban ellenálló csoportok működtek Tatyjana Marinyenko vezetésével, akit 1942-ben a németek kivégeztek. A szovjet csapatok a Bagratyion-offenzíva során, 1944. július 1-július 4. között súlyos veszteségek árán visszafoglalták Polackot. 1944. szeptember 20-án a város területi székhely lett (1954-ig). Az 1950-es évek végén a város mellett épült fel az ország egyik legnagyobb vegyipari központja, mely mellett Navapolack néven 1963 óta új várost létesítettek, melynek népességszáma ma már meghaladja az ősi városét.

## Gazdaság
Legjelentősebb üzeme az 1957-ben létesített üveggyapotgyár (Sztyeklovolokno). Az üzem a Szovjetunió egyik legnagyobb ilyen gyára volt, termékeit (üvegszövet, üvegzsinór) az elektrotechnika és a vegyipar hasznosítja. Sokoldalú élelmiszeriparral rendelkezik (konzervgyár, tej- és húskombinát, kenyérgyár, borkombinát). A déli városrészben bútorgyár üzemel. Meg kell említeni az építőanyagipari kombinátot és a hőerőművet is. 

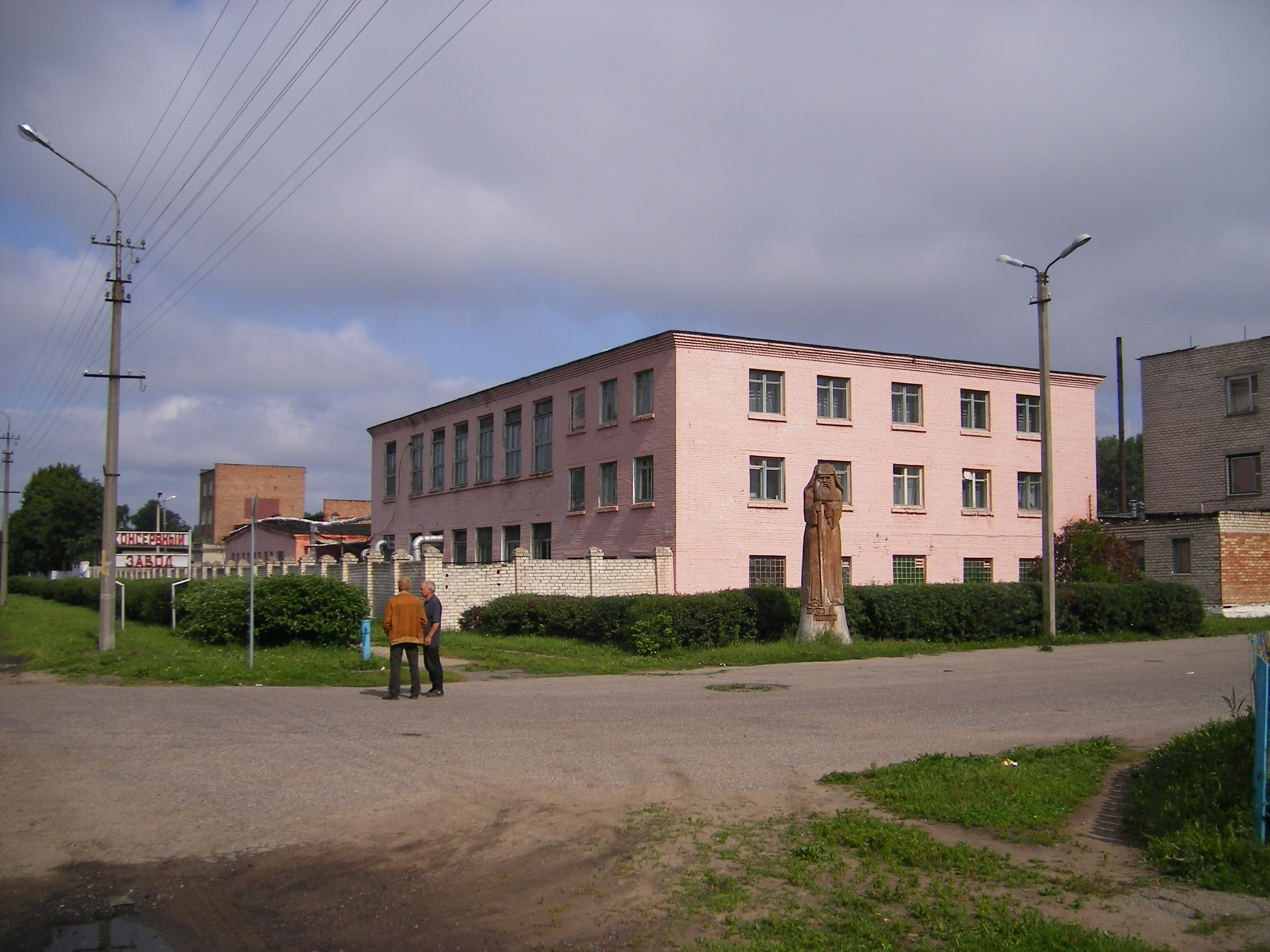
A városi konzervgyár a Gagarin utcában

## Városszerkezet, látnivalók
Polack belvárosa a Nyugati-Dvina északi partján fekszik, melynek tengelye párhuzamos Kommunista utca és a Marx proszpekt. Ez előbbi a város főutcájának számít, utóbbi pedig árnyas fasorával és szökőkútjaival a sétálóutca szerepét is betölti. Központi tere a Franciszk Szkarina-tér, melyen a belarusz könyvnyomtatás atyjának szobra áll. 

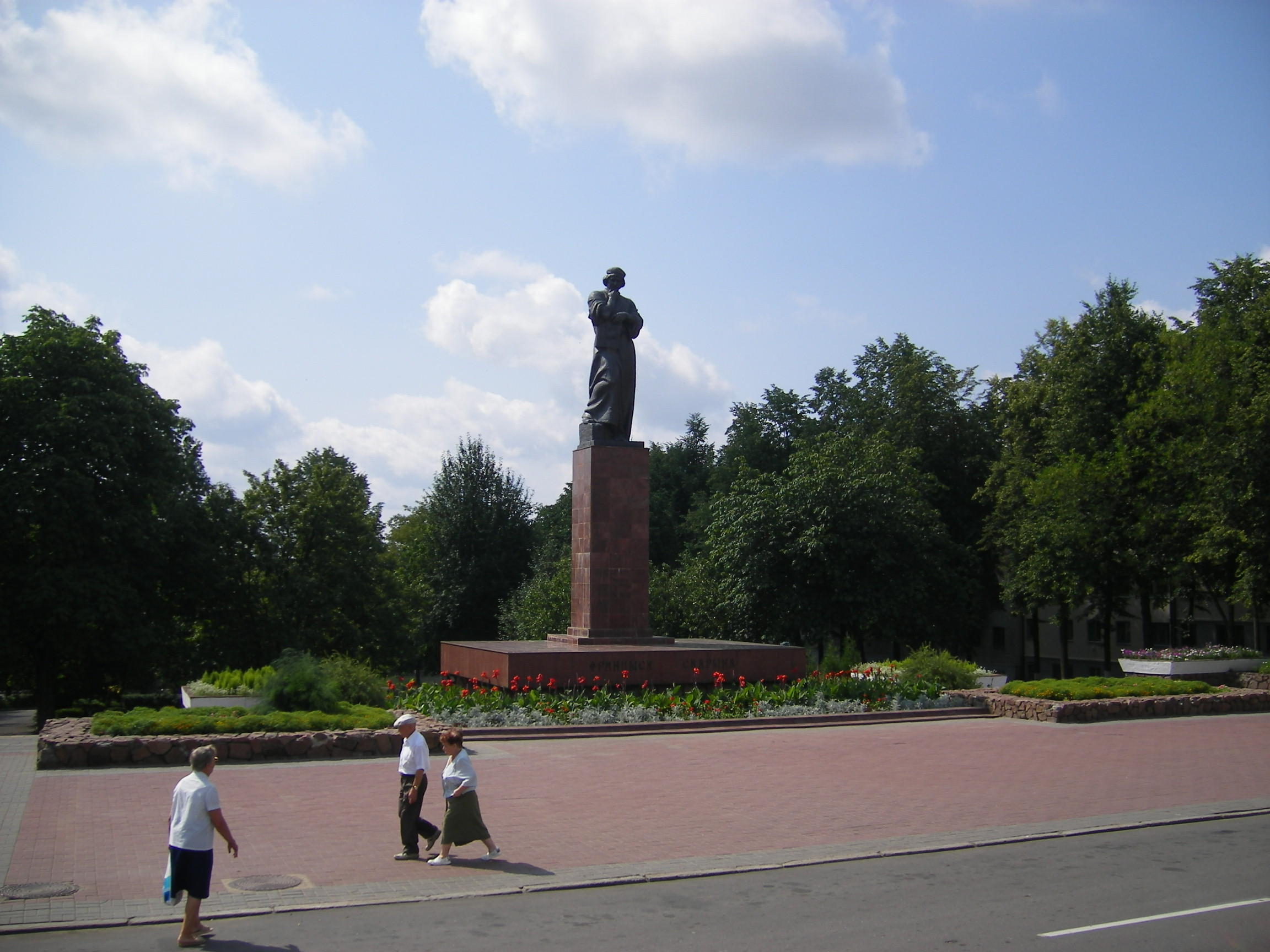
A Szkarina-tér

A két utca a Szabadság-térnél (ploscsagy Szvobodi) találkozik, ahol a város felszabadulásának emlékműve található. 

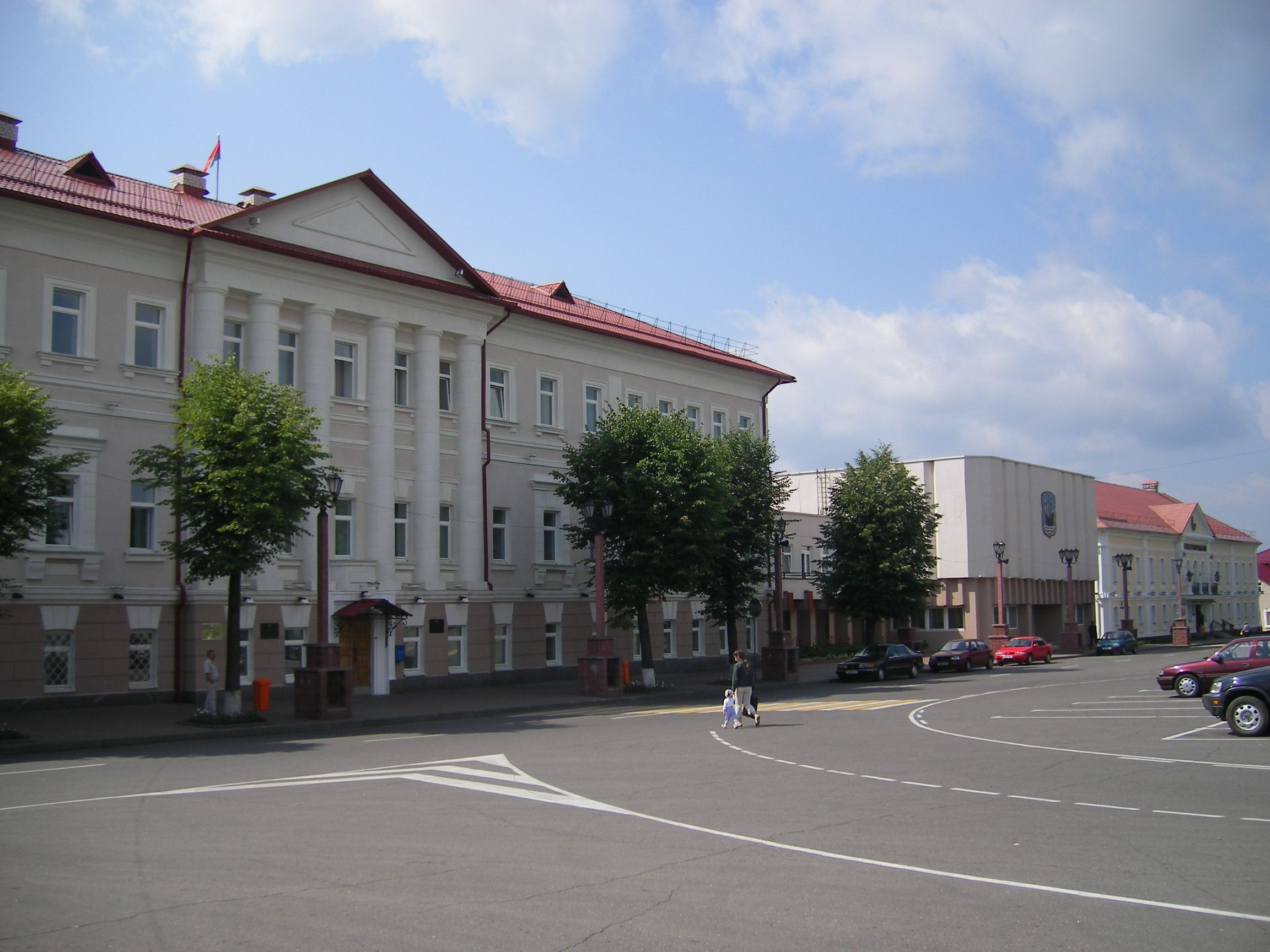
A Szabadság-tér

A Dvina partján a Lenin utca halad végig egészen a Polota torkolatáig, ahol egy domb tetején áll a Szófia-székesegyház, a város leghíresebb műemléke. A Lenin utcában található az 1761-1779 között épült klasszicista stílusú Bogojavlenszkaja-templom és monostor, mellette pedig az 1692-ben épült Nagy Péter-ház. A városmagot északról az Október-utca határolja, ahol a vasútállomás is található.
- A Pologa-folyón túli városrészek: Zapolotje, Lozovka és Szpasz-Szloboda. Ez utóbbi nevezetessége a középkori eredetű Eufrozsina-kolostor. A P-20-as főúton túl a két Borovuha nevű település is a városhoz tartozik.
- A Jubilejnaja utca keletről határolja a belvárost és a Dvina hídján túl folytatódik. Itt található a Sztyeklovolokno üzem és innen indul ki a Szuvorov és a Gagarin utca (előbbi északkeletre, utóbbi keletre), melyek mentén ipari üzemek sora található. A Lenin utca keleti végénél az 1990-es években építették a kis Pokrovszkaja-templomot.
- A folyótól délre fekszik a Zadvinje és a Korovnyiki városrész, melyet két közúti és egy vasúti híd köt össze az északi parttal. Zadvinjében az 1997-ben épült Szent Baboli András-templom és a Dicsőség kurgán emlékmű a fő látnivaló. Ez utóbbi mellett található a városi kultúrpark. A településrész fő tengelye a Petruszja Brovka utca, mely a kurgán melletti körforgalomba torkollik. A Szpaszo-Preobrazsenszkij-templom

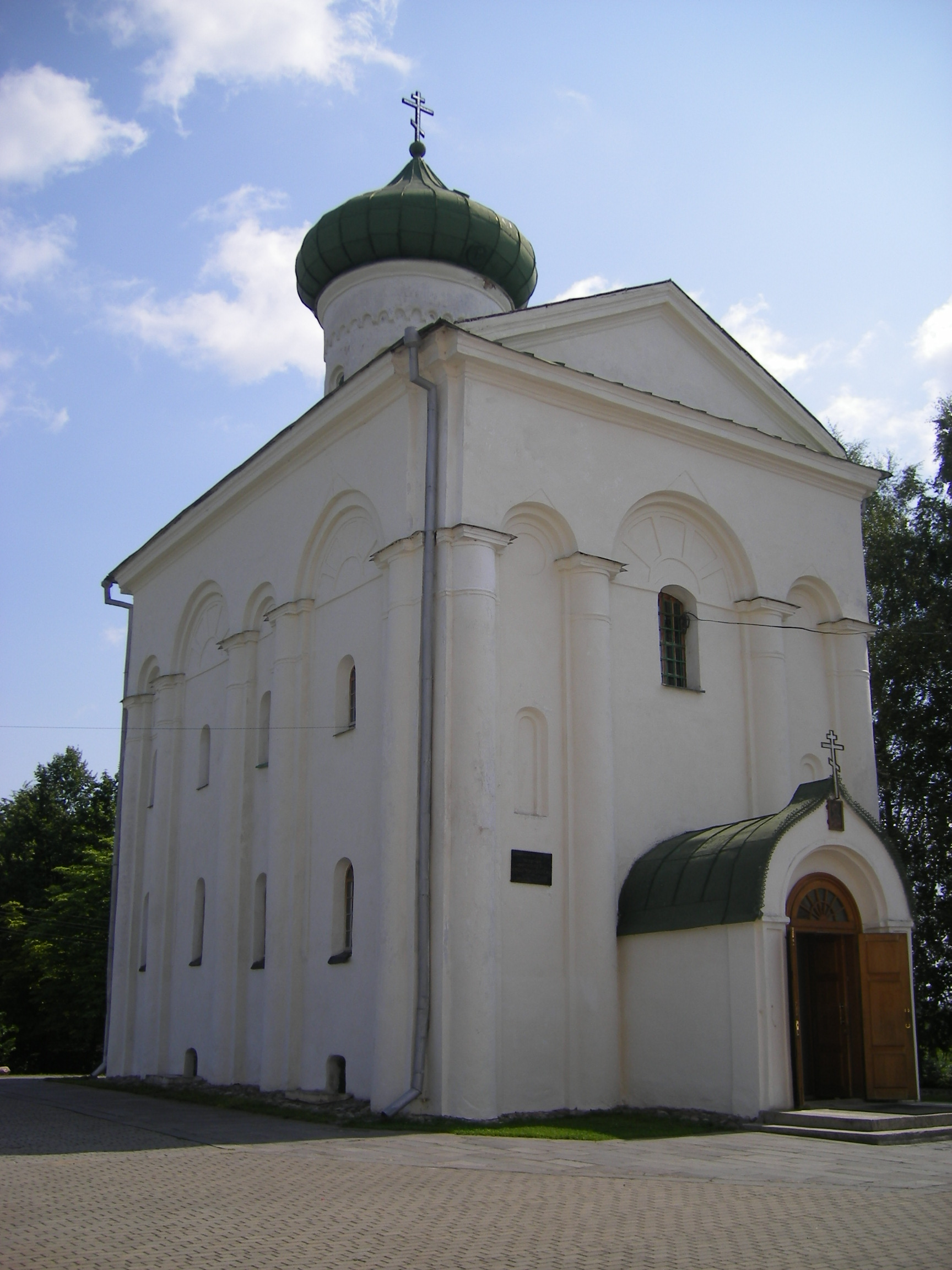
A Szpaszo-Preobrazsenszkij-templom

## Kulturális örökség
Polack az ország műemlékekben leggazdagabb városai közé tartozik. Az egykori fejedelemségi székhelyen működött Franciszk Szkarina, akinek emlékére évente megrendezik a belarusz írásbeliség napját és az általa alkotott Ў betűnek is emlékművet állítottak. 

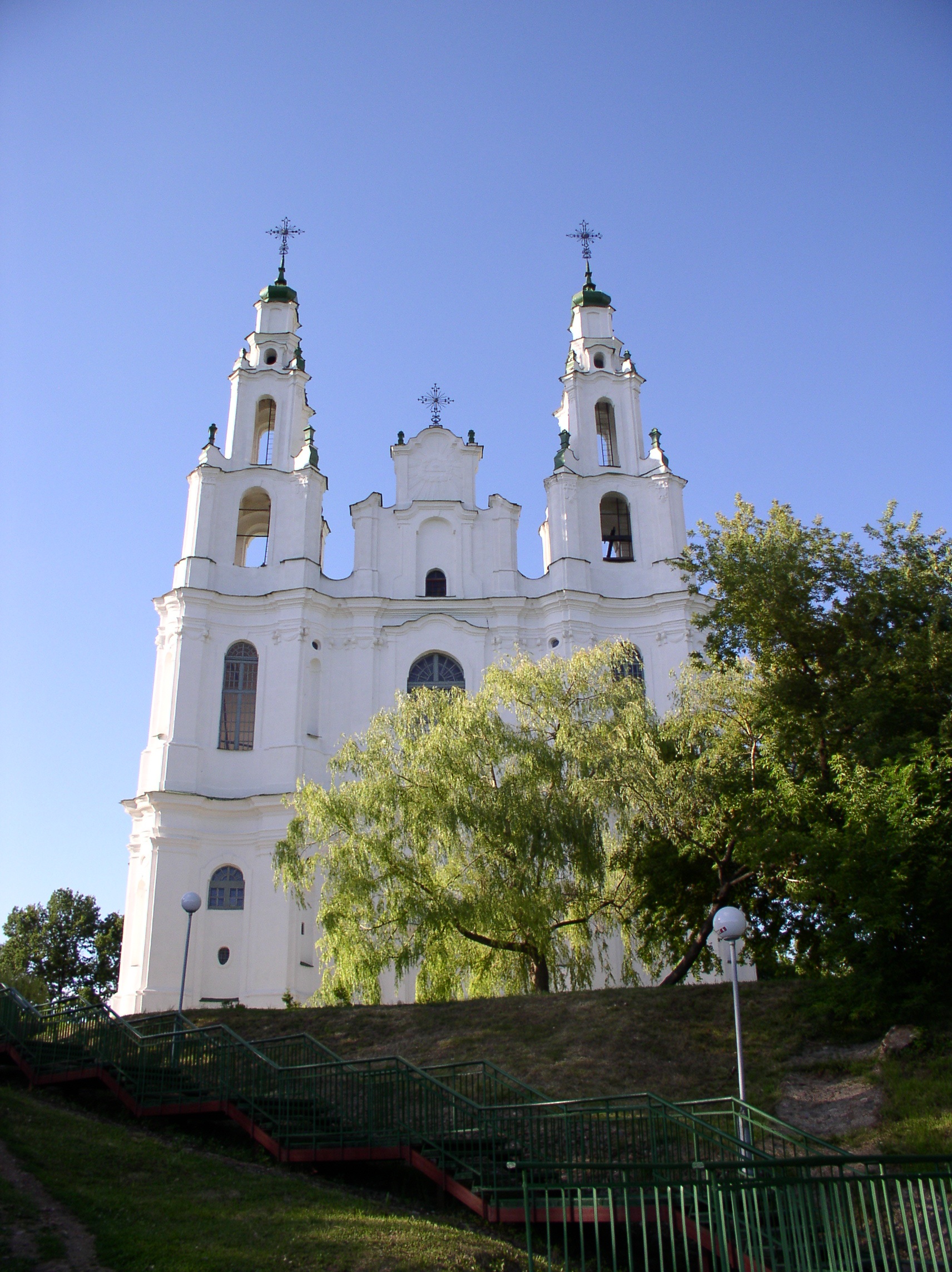
A Szent Szófia-székesegyház

- Szent Szófia-székesegyház (Szofijszkij szobor) – 1044 és 1066 között épült, nevét a konstantinápolyi Hagia Szophia után kapta. 1738-1750 között barokk stílusban átépítették. A Nyugati-Dvina és a Pologa összefolyása fölé magasodó kéttornyú templomhoz lépcsősor vezet fel a Lenin utcától. A templom előtt áll a 12. századból származó írással a Borisz-kő, melyet 1981-ben helyeztek el itt, eredetileg Podkosztelci faluban állt (a mai Navapolack város része).
- Szent Eufrozsina-monostor (monasztir Jefroszinjevszkij)– a névadó szent, aki Vszeszlav fejedelem unokája volt, 1128-ban alapított monostort a Polota jobb partján. Ma is női kolostorként működik, egyben a város egyik idegenforgalmi nevezetessége. Legrégebbi része az 1156-ban elkészült Szpaszo-Breobrazsenszkij-templom, melyben korabeli freskók is fennmaradtak. A monostorba a harangtorony alatt lehet bejutni, fő épülete a bizánci stílusban épült Kresztovozdvizsenszkij-székesegyház (1893-1897).

## Híres lakói
- Borisz Grigorjevics Galerkin (1871-1945) szovjet mérnök, matematikus
- Polocki Eufrozsina (1120-1173) középkori szent, monostoralapító
- Franciszk Szkarina (1490-1551) a belarusz ábécé megalkotója

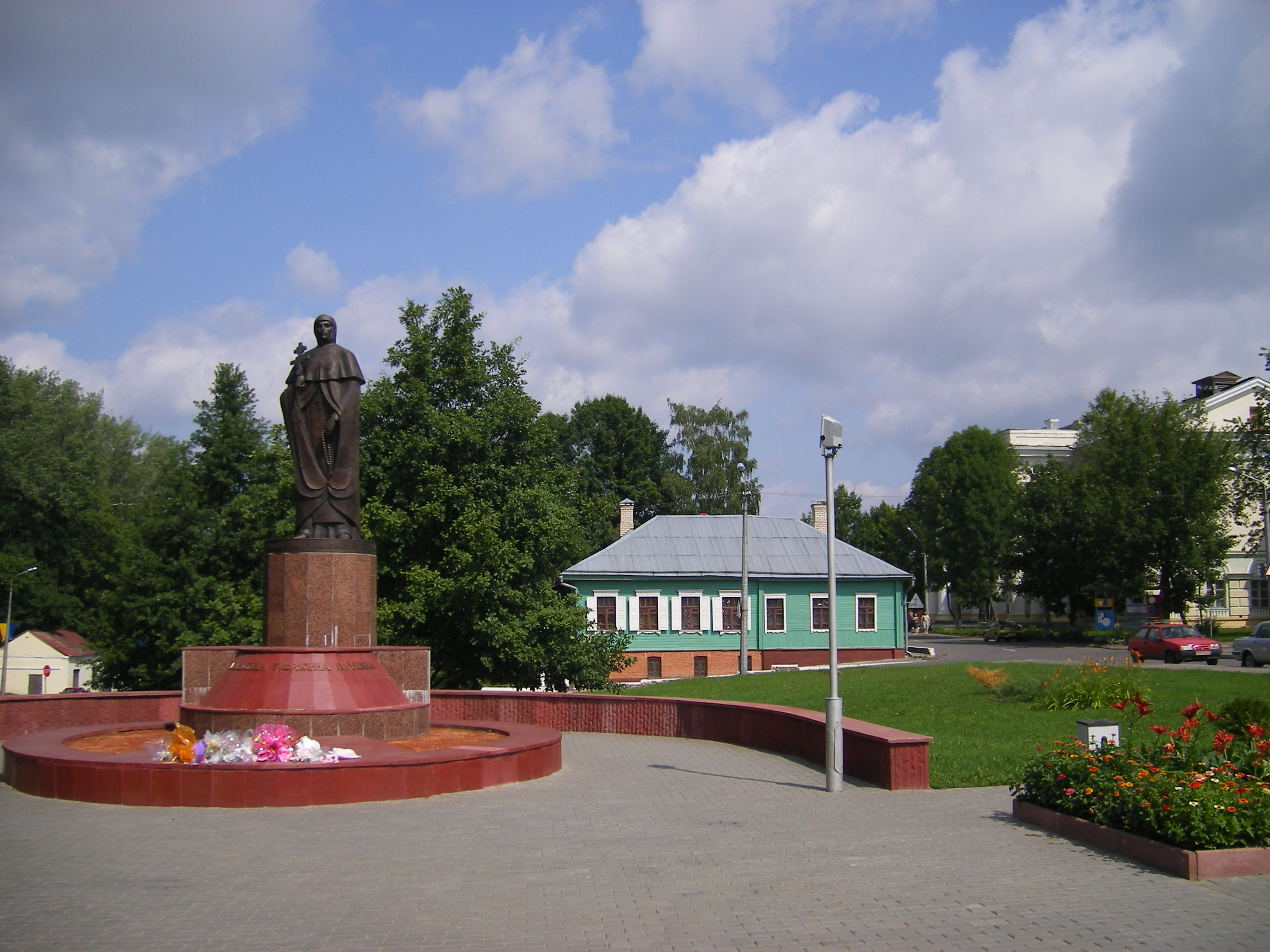
Szent Eufrozsina szobra

## Testvérváros
- Friedrichshafen, Baden-Württemberg, Németország

## Külső hivatkozások
- Látnivalók (oroszul)
- Térképek
- Városi portál